# 北京地铁DK6型电动客车
北京地铁DK6型电动客车是北京地铁的电动客车车款之一，现在已经退出运营。

## 简介
DK6型于1979年由长春轨道客车生产，同年付运北京地铁，是首款控制装置为斩波调压的列车:55，车辆结构的木材消耗量较DK4型而言大为减少，这一结构优点也使得北京地铁与长客签订二期工程电动客车技术协议时特别要求车体部分按DK6的方案制造，这也是北京地铁的第一款将座位由横排座改为竖排座的列车。共4辆，为2节编组营运。每节车厢共3对车门，为内藏门，列车两端拥有紧急出口。全部属于太平湖车辆段，其中1组主要在2号线与DK9型混编运营，编号为T1193、T1194，2008年退役并被拍卖；另外1组则长期停放在太平湖车辆段，2008年初被拍卖。